# Rundbana

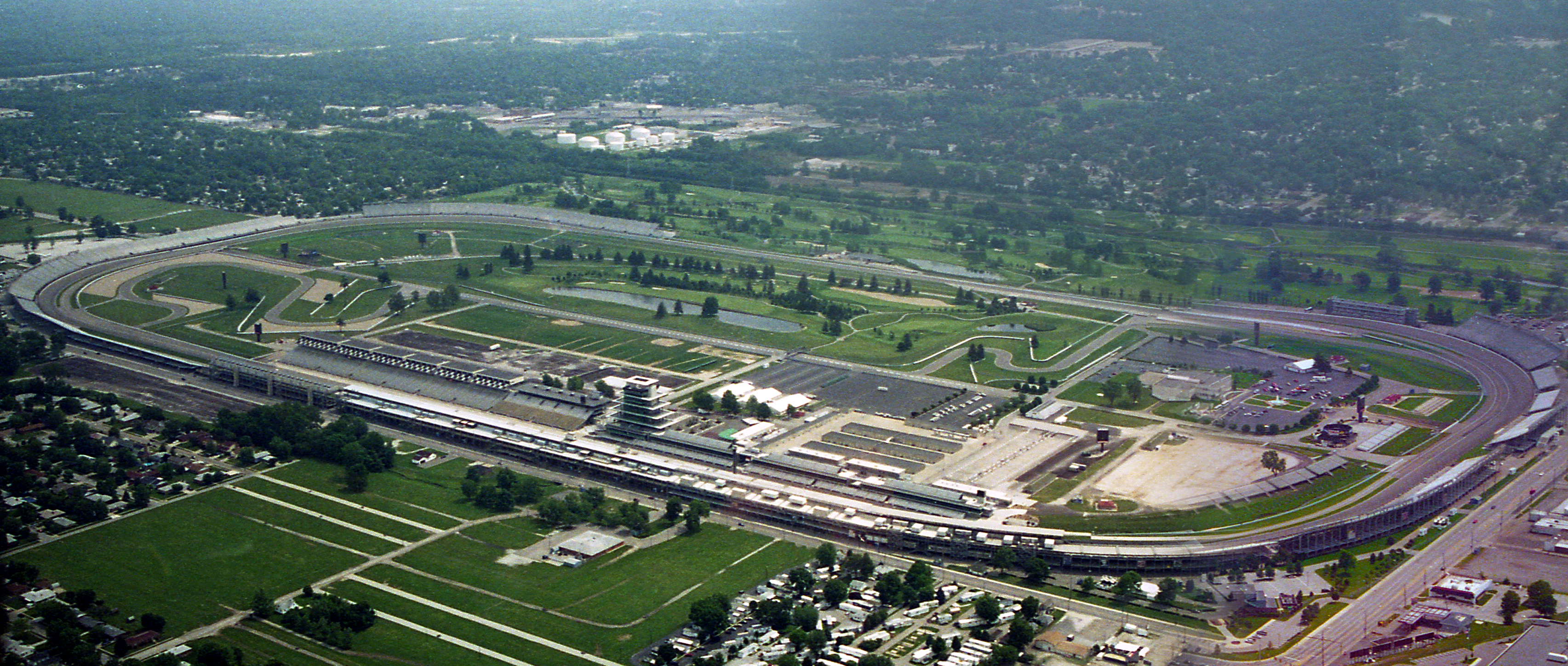
Indianapolis Motor Speedway i USA är en av världens mest berömda rundbanor

Rundbana, även kallad ovalbana, kallas en oval typ av tävlingsbana, som används till exempel inom speedway, isracing, Nascar och IndyCar.
Större biltillverkare har egna rundbanor för tester av kommande bilmodeller i höga hastigheter.
Rundabaneracing för båtar körs på en bana i vatten där man rundar bojar och sjömärken i en förutbestämd ordning.